# Carcina quercana
Carcina quercana је врста ноћног лептира (мољца) из породице Peleopodidae. 

## Распростањење
Врста се налази у Европи. Недавно је интродукована у Северну Америку, Британску Колумбију и западни Вашингтон.
У Србији се среће од низијских подручја до висина до 1000  н. в.

## Опис
Распон крила је 16-20 . Предња крила су светлоокер боје, са љубичастим ивицама, са жутом мрљом близу основе. Задња крила су жуто-беличаста.

## Биологија
Ларва је зелене боје, глава је жућкасто-зелена. Храни се различитим врстама листопадног дрвећа, укључујући храст и букву.

## Синоними
- Pyralis quercana Fabricius, 1775
- Tortrix fagana Denis & Schiffermüller, 1775
- Tinea cancella Hübner, [1824]
- Lampros faganella Treitschke, 1833
- Carcina purpurana Millière, 1874